# Baron Thurlow
Baronowie Thurlow 1. kreacji (parostwo Wielkiej Brytanii)
- 1778–1806: Edward Thurlow, 1. baron Thurlow

Baronowie Thurlow 2. kreacji (parostwo Wielkiej Brytanii)
- 1792–1806: Edward Thurlow, 1. baron Thurlow
- 1806–1829: Edward Hovell-Thurlow, 2. baron Thurlow
- 1829–1857: Edward Thomas Hovell-Thurlow, 3. baron Thurlow
- 1857–1874: Edward Thomas Hovell-Thurlow, 4. baron Thurlow
- 1874–1916: Thomas John Hovell-Thurlow-Cumming-Bruce, 5. baron Thurlow
- 1916–1952: Charles Edward Hovell-Thurlow-Cumming-Bruce, 6. baron Thurlow
- 1952–1971: Henry Charles Hovell-Thurlow-Cumming-Bruce, 7. baron Thurlow
- 1971 -: Francis Edward Hovell-Thurlow-Cumming-Bruce, 8. baron Thurlow